# Schlacht um Maaten al-Sarra
Die Schlacht um Maaten al-Sarra war eine der bedeutendsten Schlachten in der Endphase des Libysch-Tschadischen Grenzkrieg, dem sogenannten Toyota-Krieg.

## Vorgeschichte
Bereits vor der Schlacht hatte sich das Blatt zu Gunsten des Tschads unter Hissene Habre gewendet, der nach der militärischen und politischen Niederlage der Übergangsregierung der nationalen Einheit (GUNT) und der Verhaftung seines Widersachers Oueddei in die Offensive ging. 1978 war der Tschad bei der Schlacht um Ati auf französische Hilfe angewiesen, um die Hauptstadt N’Djamena gegen pro-libysche Kämpfer der Forces Armées Populaires unter Oueddei zu verteidigen, 1987 aber hatte sich die Bündnislage verschoben und die libysche Armee hatte keine Verbündeten auf tschadischem Gebiet mehr, während Habre immer mehr Milizen und Gruppen hinter sich versammeln konnte, unter anderem Überläufer der GUNT. Die Unterstützung Frankreichs war im bisherigen Kriegsverlauf stets ein wichtiger Vorteil für den Tschad gewesen, doch Operationen im Aouzou-Streifen oder auf libyschem Territorium wurden von Frankreich nicht unterstützt. Mit dem Angriff auf Maaten al-Sarra und den dortigen Luftwaffenstützpunkt sollte vor allem die libysche Luftwaffe geschwächt werden.

## Verlauf
Die Schlacht um Maaten al-Sarra begann mit einem Überraschungsangriff der tschadischen Truppen auf den libyschen Stützpunkt. Dieser Angriff stellte den ersten Übertritt der tschadisch-libyschen Grenze durch Truppen der tschadischen Armee dar. Der Befehlshaber der Truppen des Tschad Hassan Djamous folgte sorgfältig den Wadis, um sich nicht zu exponieren. Er nutzte zudem die nachlässigen libyschen Patrouillen und Sicherheitskräfte aus, um die Garnison des Luftwaffenstützpunkts und seine Verteidiger zu überraschen. Um die Libyer zu verwirren, marschierten die FANT-Truppen zunächst nordnordwestlich auf libyschem Gebiet vor, wandten sich dann nach Osten und marschierten in Maaten al-Sarra ein. Trotz der leichten zahlenmäßigen Überlegenheit war der libysche Widerstand schnell gebrochen, da der Angriff die Truppen komplett unvorbereitet traf. 1713 Libyer wurden getötet, viele weitere flohen in die umliegende Wüste. In Maaten al-Sarra zerstörten Habres Truppen 70 Panzer und 26 Flugzeuge der libyschen Armee.

## Folgen
Als Racheakt befahl der libysche Machthaber Gaddafi einen Luftangriff auf N’Djamena, die libyschen Flugzeuge wurden aber von französischen Einheiten abgeschossen. Am 11. September 1987 wurde der neun Jahre andauernde Krieg durch einen Waffenstillstand beendet.